# Тръгни на път
„Тръгни на път“ е български игрален филм от 1969 година, по сценарий и режисура на Петър Донев. Оператор е Борис Янакиев. Музиката във филма е композирана от Кирил Дончев.

## Актьорски състав
- Николай Узунов – Зоотехникът Георги Маринчев
- Георги Георгиев – Гец – Председателят Ради Радулов
- Стефан Русинов – Бай марко върховният
- Джоко Росич – Танас
- Христо Динев – Дядо Тодор
- Сийка Христова – Учителката в детската градина
- Васил Попилиев – Фильо драгиев
- Сотир Майноловски – Велко
- Стефан Пейчев – Махонти
- Ани Спасова – Момичето от града
- Васил Вачев – Бай начко
- Петър Облашки
- Георги Банчев
- Георги Г. Георгиев
- Никола Узунов